# Tressange
Tressange (deutsch Tressingen) ist eine französische Gemeinde mit 2464 Einwohnern (Stand 1. Januar 2022) im Département Moselle in der Region Grand Est (bis 2015 Lothringen). Sie gehört zum Arrondissement Thionville.

## Geographie
Die Ortschaft liegt zehn Kilometer nordwestlich von Thionville (deutsch Diedenhofen) und sechs Kilometer südlich der Grenze zu Luxemburg auf einer Höhe zwischen 316 und 392 m über dem Meeresspiegel, die mittlere Höhe beträgt 346 m. Das Gemeindegebiet umfasst 9,36 km². Zur Gemeinde gehören die Ortsteile Bure und Ludelange.

## Geschichte
Tressingen gehörte zum Herzogtum Bar, das 1766 von Frankreich annektiert worden war.
Nach dem  Frieden von Frankfurt vom 10. Mai 1871 kam Tressingen zusammen mit den beiden benachbarten Weilern Lüdelingen und Beuern (Bure) sowie siebzehn  weiteren Orten von Französisch-Lothringen durch Gebietsaustausch an Deutschland, wo es dem Bezirk Lothringen im Reichsland Elsaß-Lothringen zugeordnet wurde.
Nach dem Ersten Weltkrieg bestimmte 1919 der Versailler Vertrag die Abtretung der Ortschaft an Frankreich.

### Wappen
Beschreibung: In Blau und Silber gespalten, vorn ein goldener gebogener Fisch pfahlgestellt und ein goldenes Stechkreuz mit Querbalken an den Armen, dass am Spalt zweimal wiederholt wird, hinten drei rote Sparren. Der Lachs steht für das ehemalige Herzogtum Bar, die Sparren für die Herrschaft der Familie Bassompierre.

### Bevölkerungsentwicklung
| Jahr      | 1962 | 1968 | 1975 | 1982 | 1990 | 1999 | 2007 | 2019 |
| Einwohner | 1844 | 1937 | 1713 | 1927 | 2012 | 1986 | 1955 | 2220 |

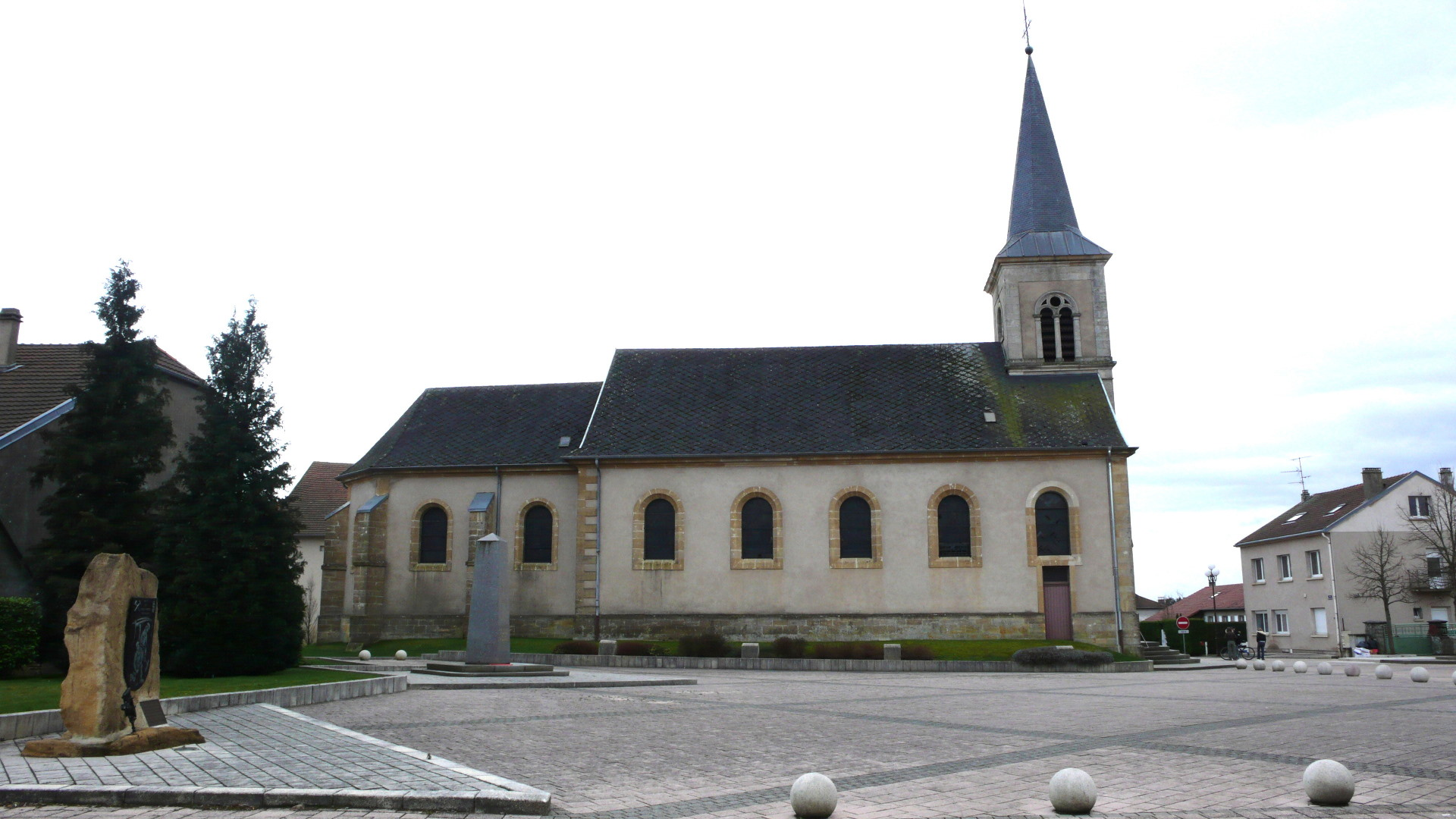
Kirche Saint-Pierre
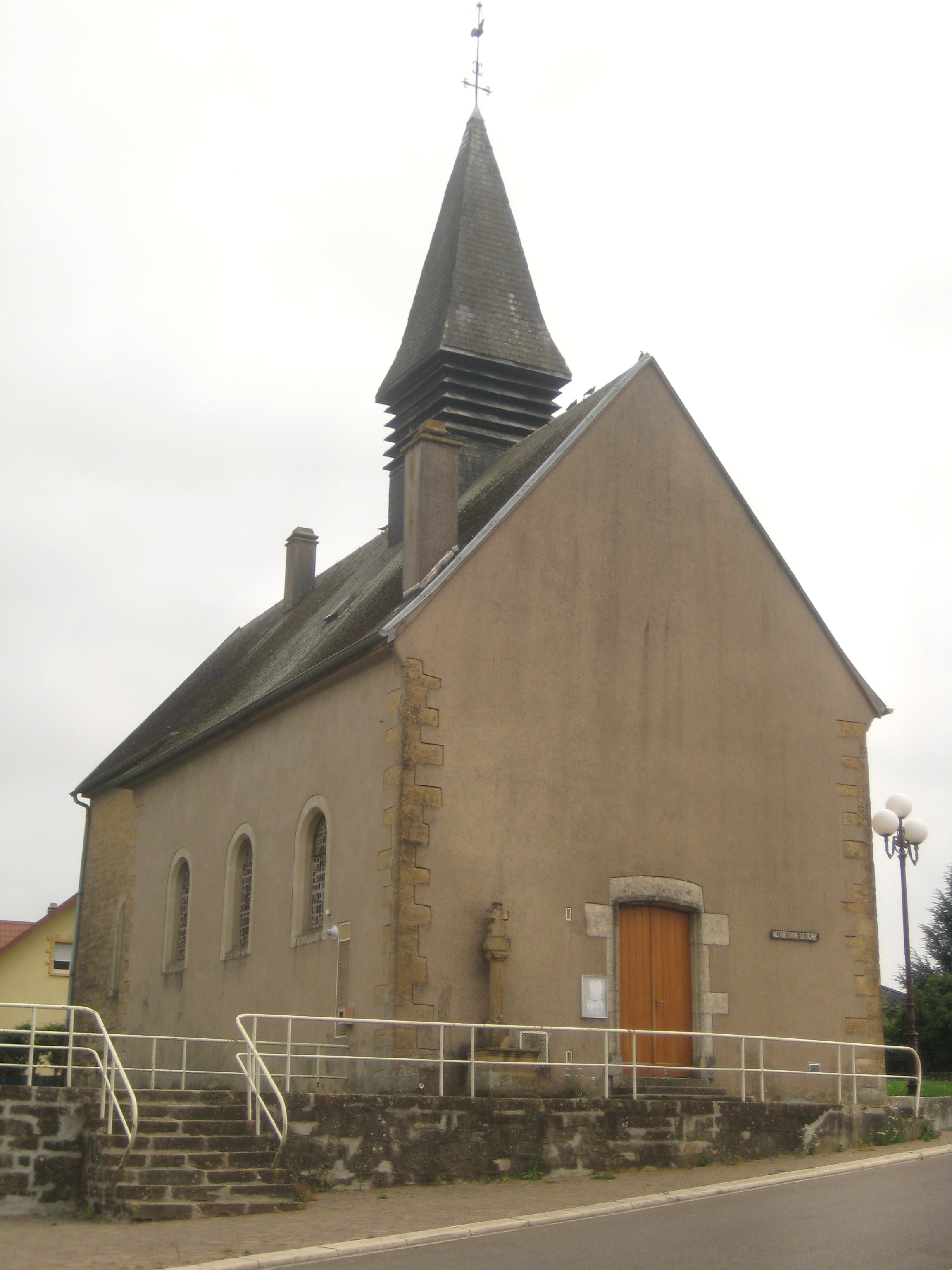
Kapelle Notre-Dame im Ortsteil Bure
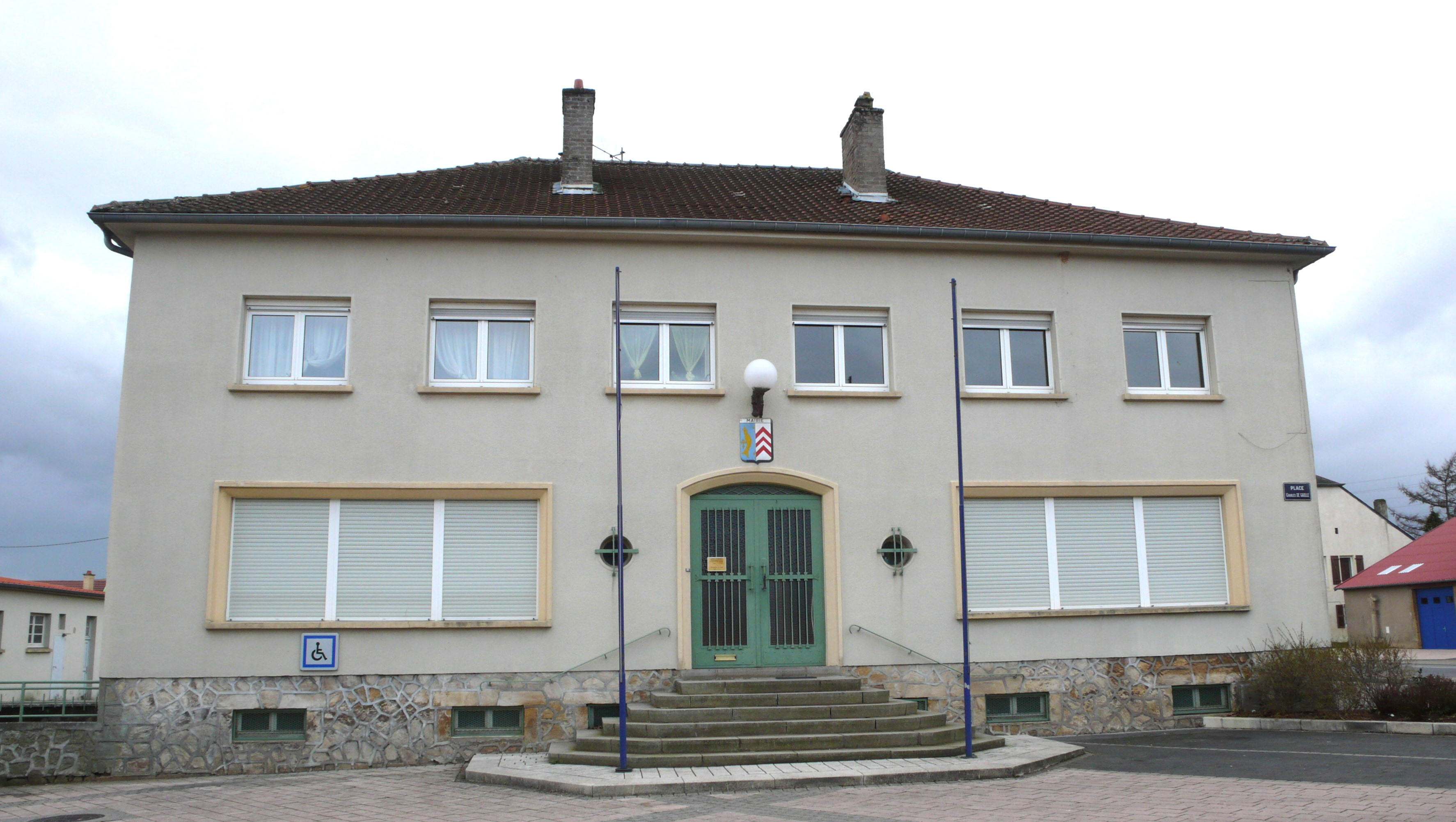
Rathaus Tressange

## Belege
1. ↑  Eugen H. Th. Huhn: Deutsch-Lothringen. Landes-, Volks- und Ortskunde, Stuttgart 1875, S. 325 (Google Books)
2. ↑  Vollständiges geographisch-topographisch-statistisches Orts-Lexikon von Elsass-Lothringen. Enthaltend: die Städte, Flecken, Dörfer, Schlösser, Gemeinden, Weiler, Berg- und Hüttenwerke, Höfe, Mühlen, Ruinen, Mineralquellen u. s. w. mit Angabe der geographischen Lage, Fabrik-, Industrie- u. sonstigen Gewerbethätigkeit, der Post-, Eisenbahn- u. Telegraphen-Stationen u. geschichtlichen Notizen etc. Nach amtlichen Quellen bearbeitet von H. Rudolph. Louis Zander, Leipzig 1872,  Sp. 77–78 unten (online).
3. ↑  Wappenbeschreibung auf genealogie-lorraine.fr (französisch)